# Auf Schwimmen-zwei-Vögel
Auf Schwimmen-zwei-Vögel (vollständiger deutscher Titel Auf Schwimmen-zwei-Vögel oder Sweeny auf den Bäumen, auch als Zwei Vögel beim Schwimmen und In Schwimmen-zwei-Vögel oder Sweeny auf den Bäumen; englischer Originaltitel: At Swim-two-Birds) ist ein 1939 erschienener Roman des irischen Schriftstellers Brian O’Nolan unter dem Pseudonym Flann O’Brien (1911–1966). Er gilt als Beispiel der Verwendung von Metafiktion und als frühes Beispiel des postmodernen Romans.

## Inhalt
Der Titel bezieht sich auf die mittelirische Bezeichnung Snámh dá Én (neuirisch Snámh dá Éan, „Schwimmen zweier Vögel“) für einen Ort an einer Furt über den Fluss Shannon oder eine Insel im Shannon, wo sich der legendäre irische König Sweeny einst aufgehalten haben soll. 
Das dem Buch vorangestellte griechische Motto ἐξίσταται γὰρ πάντ᾽ ἀπ᾽ ἀλλήλων δίχα stammt von Euripides. Es bedeutet: „Denn es gehört sich, dass alle Dinge sich ändern“.
Der Ich-Erzähler ist ein ungenannter irischer Literatur-Student in Dublin. Da er nicht daran glaubt, dass ein Buch nur einen Anfang und ein Ende haben sollte, erfindet er drei Handlungsstränge. Dazu gehört die Geschichte des Pooka Fergus MacPhellimey und der nörgelnden „Guten Fee“, die in der Tasche des Pookas lebt. Der zweite Handlungsstrang beschreibt den jungen Mann John Furriskey. Im Laufe des Romans stellt sich heraus, dass er von Dermot Trellis, als Verfasser von Wildwestromanen eine weitere Erfindung des Studenten, erdacht wurde. Im dritten Handlungsstrang beschreibt der Student irische Sagengestalten wie den Riesen Finn Mac Cool und den verrückten König Sweeny. Ihre Handlungen werden gelegentlich ins Lächerliche gezogen. 
In der Rahmenhandlung berichtet der Student aus seinem Leben. Er lebt bei seinem Onkel, der zumindest anfangs als Buchhalter bei der Guinness-Brauerei in Dublin angestellt ist und den er verachtet. Der Onkel verdächtigt den Studenten, nicht fleißig genug zu studieren. Damit hat er offenbar recht, denn der Student verbringt seine Zeit mit dem Schreiben des Buches, müßigem Im-Bett-Liegen und dem geselligen Trinken in Pubs. 
Die anfangs unabhängigen Handlungsstränge werden immer mehr miteinander verknüpft. So trifft John Furriskey zwei weitere von Trellis’ Charakteren, darunter Antony Lamont. Sie beschließen, Trellis ein Schlafmittel zu verabreichen, um ein ruhiges Leben zu führen, anstatt als Bösewichte agieren zu müssen. Im Gegenzug erfindet Trellis Sheila, eine Schwester Lamonts, von der er annimmt, dass Furriskey sie verführt und verrät. Dank ihrer Schönheit verliebt sich Trellis jedoch selbst in Sheila. In der Folge bekommt sie den Sohn Orlick, der sich als begabter Romanschriftsteller entpuppt. Inzwischen haben sich alle Charaktere, auch die der übrigen Handlungsstränge, in Trellis’ Hotel „Roter Schwan“ eingefunden. Sie ermutigen Orlick, einen Roman zu schreiben, in dem Dermot Trellis für schuldig erklärt und anschließend gefoltert wird. Als Trellis fast zu Tode gekommen ist, besteht der Student sein Examen, und das Buch endet mit mehreren Schlüssen. Der letzte Schluss handelt von Sweeny, der über das Hundegebell nachdenkt, und die angeblichen Urteile zweier angesehener Neurologen über den Seelenzustand Trellis’. Schließlich wird ein bislang unerwähnter Deutscher beschrieben, der alles dreimal macht und damit auch das „Lebe wohl“ an seine Ehefrau dreimal schreibt. 
Der Text ist in Abschnitte geteilt, die teilweise recht kurz sind. Häufig werden Sachverhalte erläutert, etwa als scheinbare Hintergrundinformation oder durch Benennung der verwendeten rhetorischen Figur. Gelegentlich wird am Beginn eines Abschnitts auf seine Bedeutung hingewiesen, etwa „Schluß des Buches, vorletzter“.

## Hintergrund
O’Nolan hatte die spätmittelalterliche irische Literatur studiert und seine Master-Arbeit darüber geschrieben. Seine Kenntnisse gehen an vielen Stellen in den Roman ein. So stammen viele der Gedichte Sweenys aus alten Quellen, die teilweise ins Komische verändert werden, im Wesentlichen aber ohne Ironie wiedergegeben werden. 
Trellis bedeutet auf Deutsch „Rankgerüst“. 
Brian O’Nolan hatte bis zum Erscheinen des Romans das Pseudonym Flann O’Brien nur für einige Leserbriefe genutzt. 

## Rezeption
„It is a book in a thousand … in the line of Tristram Shandy and Ulysses, deutsch: Es ist das eine Buch unter 1000 Büchern … in einer Linie mit Tristram Shandy und Ulysses.“

Die Kritiken nach der Veröffentlichung des Buches waren meist negativ. Kritisiert wurde der Inhalt als a schoolboy brand of mild vulgarity (etwa: „die milde Obszönität eines Schuljungen“) sowie long passages in imitation of the Joycean parody of the early Irish epic are devastatingly dull („lange Abschnitte sind als Nachahmung Joycescher Parodie der frühen irischen Epik verheerend langweilig“). James Joyce lobte das Buch. Er bezeichnete O’Brien als real writer („wahren Schriftsteller“) und bescheinigte ihm the true comic spirit („den wahrhaft komischen Geist“). Jorge Luis Borges lobte 1939 die Komplexität des Buches, die er mit einem Labyrinth verglich. Er stellte ebenfalls fest, dass der Einfluss Joyce’ deutlich sei.
Keith Hopper ordnete das Buch als menippeische Satire ein.
Das Werk gehört laut einer 2011 aufgestellten Liste des US-amerikanischen Time-Magazins zu den 100 besten englischsprachigen belletristischen Büchern der Zeit von 1923 bis 2005.

## Editionsgeschichte
Die Erstausgabe erschien im März 1939 im Vereinigten Königreich bei Longman. Es war das erste von O’Brien verfasste Buch, das veröffentlicht wurde. Der Verlag nahm es auf Empfehlung von Graham Greene an. Der Verkauf war anfangs schleppend, auch wegen des Ausbruchs des Zweiten Weltkriegs. 1940 wurde fast der gesamte Lagerbestand des Buches bei einem Bombenangriff im Rahmen des Blitzkriegs vernichtet. 1950 wurde der Roman von Pantheon Books in New York wiederveröffentlicht, jedoch ebenfalls mit geringen Verkaufszahlen. 1959 wurde das Buch von MacGibbon & Kee in London verlegt, später bei Dalkey Archive Press.
Die erste deutschsprachige Ausgabe erschien 1966 unter dem Titel Zwei Vögel beim Schwimmen im Rowohlt-Verlag. 1981 wurde das Buch auch in der DDR veröffentlicht. 1989 erschien eine neue Übersetzung im Haffmans Verlag unter dem Titel In Schwimmen-zwei-Vögel oder Sweeny auf den Bäumen. 2002 erschien eine veränderte Ausgabe der zweiten Übersetzung unter dem Titel Auf Schwimmen-zwei-Vögel oder Sweeny auf den Bäumen. Der Roman wurde in zahlreiche weitere Sprachen übersetzt. 

## Deutscher Titel
Die korrekte Übersetzung des Originaltitels At Swim-Two-Birds ist umstritten. Der Roman enthält im Original als einzigen Bezug zum Titel die folgende Passage:

„After another time he set forth in the air again till he reached the church of Snámh dá Én (or Swim-two-Birds) by the side of the Shannon.“

Demnach ist Snámh dá Én ein Ort am Ufer des Shannon. In der Übertragung von Lore Fiedler wird der Ort mit „Zwei Vögel beim Schwimmen“ bezeichnet. Der Romantitel wurde in der Version von 1989 an die englische Version angepasst und zugleich erweitert. Er lautet In Schwimmen-zwei-Vögel oder Sweeny auf den Bäumen und stellt damit deutlicher den Ortsnamen heraus. Der seit 2002 gewählte Titel Auf Schwimmen-zwei-Vögel oder Sweeny auf den Bäumen impliziert, dass es sich bei Snámh dá Én um eine Insel handelt. 

### Ausgaben (Auswahl)
- At Swim-Two-Birds.  Longman, London 1939
- At Swim-Two-Birds. Pantheon Books, New York 1950
- At Swim-Two-Birds. MacGibbon & Kee, London 1959
- Zwei Vögel beim Schwimmen. Übersetzt von Lore Fiedler. Rowohlt, Reinbek 1966
- Zwei Vögel beim Schwimmen. Übersetzt von Lore Fiedler. Volk und Welt, Berlin 1981
- In Schwimmen-zwei-Vögel oder Sweeny auf den Bäumen. Übersetzt von Harry Rowohlt und Helmut Mennicken. Haffmans, Zürich 1989, ISBN 3-251-20071-2
- At Swim-two-Birds. Dalkey Archive Press, Champaign, London, Dublin 1998
- Auf Schwimmen-zwei-Vögel oder Sweeny auf den Bäumen. Übersetzt von Harry Rowohlt und Helmut Mennicken. Kein & Aber, Zürich 2002, ISBN 3-0369-5104-0

## Filme
- In Schwimmen-zwei-Vögel, Österreich 1997, mit Harry Rowohlt, Regie: Kurt Palm
- Eine irische Verfilmung ist seit 2011 in Planung. Der Schauspieler Brendan Gleeson will damit sein Regiedebüt bei einem Langfilm begehen.[7]

## Theaterstücke
Das Buch wurde mehrmals als Vorlage für Theaterstücke verwendet.

## Intertextuelle Bezugnahme
O’Brians Figuren Antony Lamont und dessen Schwester Sheila sowie Dermot Trellis tauchen in Gilbert Sorrentinos Roman Mulligan Stew (1979) auf. Darin ist Lamont ein erfolgloser, selbsternannt „experimenteller“ Autor. Sheila ist mit dessen Rivalen Dermot Trellis verheiratet, der bei Sorrentino ebenfalls einen Westernroman schreibt und ein pornographisches Werk namens Der rote Schwan (wie das Hotel bei O’Brien) veröffentlicht hat. Nach eigener Aussage hat Sorrentino die Prämisse „Romanfiguren wollen ihrem Autor entkommen“ aus Auf Schwimmen-zwei-Vögel übernommen und das Element „absolute Künstlichkeit“ hinzugefügt. Mulligan Stew ist dem „Andenken an Brian O’Nolan – seine ‚Tugend hilaritas‘“ gewidmet. Überdies geht dem Roman ein Zitat von O’Brian voraus.

## Sonstiges
2001 veröffentlichte der irische Schriftsteller Jamie O’Neill den Roman At Swim, Two Boys (deutsch: Im Meer, zwei Jungen). Das 2002 erschienene biographische Interview von Ralf Sotscheck mit Harry Rowohlt, der At Swim-two-Birds und zahlreiche weitere Werke O’Nolans ins Deutsche übersetzt hat, heißt In Schlucken-zwei-Spechte.